# Gabriel Nesci
Gabriel Marcelo Nesci (Buenos Aires, 2 de enero de 1979) es un director, guionista, músico y productor de cine y televisión argentino.

## Formación
Se formó en la carrera de Diseño de Imagen y Sonido en la Universidad de Buenos Aires. Además, realizó cursos de dirección cinematográfica, guion, dirección de actores, actuación y música en Argentina, Estados Unidos y Reino Unido.

## Cine
Días de vinilo es el primer largometraje de ficción como director y guionista de Gabriel Nesci. Se estrenó en los cines de Argentina el 27 de septiembre de 2012. Luego se estrenó comercialmente en los cines de España el 6 de junio de 2014, tras haber ganado el Premio Especial del Jurado en el Festival de Málaga.
Casi leyendas es el segundo largometraje de ficción como director y guionista de Gabriel Nesci. Se estrenó en los cines de Argentina el 16 de marzo de 2017, y llegó a los cines de España el 5 de mayo de 2017. Está protagonizada por Santiago Segura, Diego Peretti y Diego Torres. Auto Reverse es una banda ficcional retratada en el film Casi Leyendas.

## Televisión
Todos contra Juan y Todos contra Juan 2 es una miniserie de televisión creada, escrita y dirigida por Gabriel Nesci. Se emitió con gran éxito entre 2008 y 2010, desdoblada en dos temporadas, en Argentina, y también en numerosos países, como España, en Canal +. Fue ganadora de premios como el Martín Fierro, y tuvo remakes en varios países, como Chile. 
En 2012 dirigió el telefilm Daños colaterales para la Fundación Huésped. Protagonizado por Diego Torres, Carola Reyna, Eleonora Wexler, Hugo Arana, Juan Pablo Varsky, Ailín Salas, Alejandro Fiore y Adrián Suar. El especial se emitió por Canal 13 de Argentina.
Animadores es una miniserie de 13 capítulos, creada, escrita y dirigida por Gabriel Nesci. Protagonizada por Fernán Mirás, junto a Jazmín Stuart, Marcelo Mazzarello, Damián Dreizik y Gustavo Garzón, con un numeroso elenco de invitados. Comenzó a emitirse por la Televisión Pública de Argentina el 1 de junio de 2017, tras haber sido realizada cinco años antes.

### Otros trabajos en televisión y radio
Fue guionista, director, productor o editor en diversos ciclos de televisión de Argentina. Algunos de ellos son Perdona nuestros pecados, y los programas documentales Ser Urbano, Fiscales, el ojo de la ley, y Forenses, cuerpos que hablan. 
Trabajó para la señal estadounidense E! Entertainment Televisión junto a Joan Rivers. 
En radio, trabajó como guionista y productor en Radioshow y Radio Del Plata.

## Producción
En 2016 funda la productora Elevados, junto a su hermano, Mariano Nesci. Elevados coprodujo el film Casi Leyendas, y planea la realización de su primer largometraje documental en 2017. Actualmente desarrolla una labor de asistente, en la productora internacionalmente conocida como rsafilms.

## Música
Es el compositor de la música y la letra de las canciones que forman parte de Todos Contra Juan, Días de Vinilo, Casi Leyendas, y Animadores. También compuso la totalidad de la música incidental del film Casi Leyendas.

## Docencia
Se desempeña como docente en la cátedra de Guion en la Escuela Nacional de Experimentación y Realización Cinematográfica de Buenos Aires.

## Filmografía
| Año       | Título                                | Director | Guionista | Coproductor | Canciones | Música Incidental |
| --------- | ------------------------------------- | -------- | --------- | ----------- | --------- | ----------------- |
| 2008-2010 | Todos contra Juan Todos contra Juan 2 | Sí       | Sí        |             | Sí        |                   |
| 2012      | Días de vinilo                        | Sí       | Sí        |             | Sí        |                   |
| 2012      | Daños colaterales                     | Sí       |           |             |           |                   |
| 2017      | Casi leyendas                         | Sí       | Sí        | Sí          | Sí        | Sí                |
| 2017      | Animadores                            | Sí       | Sí        |             | Sí        | Cortina Musical   |
| 2025      | Mensaje en una botella                | SI       | SI        | SI          |           | SI                |

## Premios y nominaciones
| Año  | Festival o Premio                     | Categoría                   | Título            | Resultado                           |
| ---- | ------------------------------------- | --------------------------- | ----------------- | ----------------------------------- |
| 2008 | Martín Fierro                         | Mejor Autor de Televisión   | Todos contra Juan | Nominado                            |
| 2008 | Martín Fierro                         | Mejor Unitario de Ficción   | Todos contra Juan | Ganadora                            |
| 2008 | Premios Clarín                        | Mejor Unitario de Ficción   | Todos contra Juan | Nominada                            |
| 2008 | Fund Tv                               | Mejor Unitario de Ficción   | Todos contra Juan | Ganadora                            |
| 2012 | Fund Tv                               | Mejor Unitario de Ficción   | Daños colaterales | Ganadora                            |
| 2013 | Miami International Film Festival     | Competencia Iberoamericana  | Días de vinilo    | Selección Oficial                   |
| 2013 | Festival de Cine de Málaga            | Competencia Latinoamericana | Días de vinilo    | Ganadora Premio Especial del Jurado |
| 2013 | Manila Spanish Film Festival          | Competencia Internacional   | Días de vinilo    | Ganadora                            |
| 2013 | Festival Unasur                       | Competencia Latinoamericana | Días de vinilo    | Ganadora Premio del Público         |
| 2014 | Manchester Spanish Film Festival      | Panorama Latinoamericano    | Días de vinilo    | Selección Oficial                   |
| 2017 | Barcelona Film Festival               | Mejor Comedia               | Casi leyendas     | Ganadora Premio del Público         |
| 2018 | Premios Sur                           | Música Original             | Casi leyendas     |                                     |
| 2018 | Premios Cóndor de Plata               | Música Original             | Casi leyendas     |                                     |
| 2018 | Manchester Spanish Film Festival      | Selección Oficial           | Casi leyendas     |                                     |
| 2018 | San Diego International Film Festival | Selección Oficial           | Casi leyendas     |                                     |

- Datos: Q30917151
- Multimedia: Gabriel Nesci / Q30917151